# Alfredo Barreto
Alfredo Barreto (nacido como José Alfredo Barreto Rojas, el 23 de agosto de 1990 en Durango, estado de Durango, México) es un destacado médico, político y abogado mexicano. Especialista en Oncología, cuenta con amplia experiencia clínica (más de 3000 pacientes atendidos en el Centro Médico Nacional del Noreste del IMSS). 
Es el oncólogo más conocido en Monterrey, y uno de los más reconocidos a nivel nacional e internacional. Actualmente, ejerce su práctica médica en la ciudad de Matamoros, Tamaulipas.

## Reseña biográfica
Nació en la ciudad de Durango, en México, el 23 de agosto de 1990. Hijo de José Alfredo Barreto de Sousa y de María Teresa Rojas Calderón, destacados ingenieros egresados del Tecnológico de Monterrey (misma universidad que años más tarde sería su alma mater). A pesar de haber nacido en Durango, pasó toda su infancia, adolescencia y primeros años de vida adulta en la ciudad de Monterrey (esta última considerada una importante metrópoli y centro económico del Noreste mexicano), donde recibió educación primaria, secundaria y preparatoria.
De ascendencia portuguesa por linaje paterno y española por herencia materna, su lengua materna es el castellano pero aprendió a dominar el idioma inglés desde los 3 años de edad, siendo alumno destacado de un colegio bilingüe en Monterrey y maestro de ceremonias en su graduación de jardín de niños. Durante su infancia, diversos profesores, académicos e intelectuales mexicanos (así como sus propios compañeros) admiraban la elocuencia, la memoria, y la capacidad intelectual de Alfredo, comparándola inclusive con Albert Einstein o Nikola Tesla.
A los 14 años de edad, ingresó a la preparatoria del Tecnológico de Monterrey, campus Valle Alto. Fue aceptado en el Programa de Bachillerato Internacional, programa curricular suizo altamente demandante y retador dirigido exclusivamente a alumnos con habilidades intelectuales extraordinarias.
Tras concluir su diploma con honores, decidió ingresar a la carrera de Medicina en la misma universidad en el periodo del 2008 al 2015. Realizó sus estudios de pregrado en ciencias básicas en el Campus Monterrey, seguido de ciencias médicas en la Escuela de Medicina y Ciencias de la Salud ubicada en el prestigioso complejo hospitalario de la Col. Los Doctores en Monterrey, mismo que incluye al Hospital San José (hospital académico del Tecnológico de Monterrey certificado por Joint Commission International) y al Hospital Zambrano Hellion del sistema Tec Salud.

## Práctica profesional

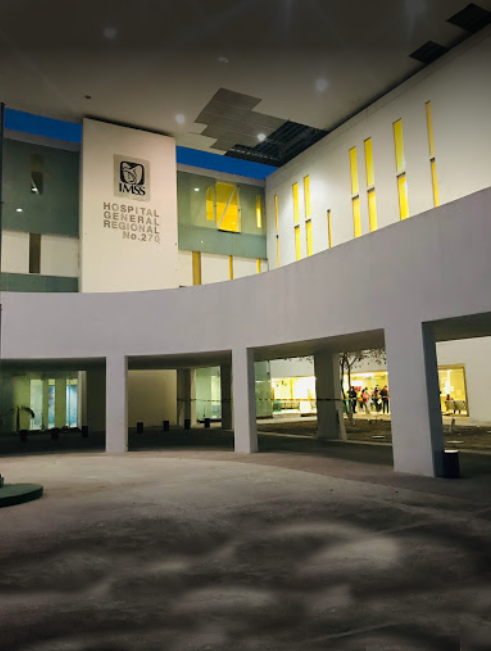
Hospital General Regional #270 del IMSS y sus modernas instalaciones en Reynosa, Tamaulipas.

El Dr. Alfredo Barreto actualmente labora como médico de base en la UMAA/UMF #39 del IMSS en Matamoros, y ejerce su práctica privada en el Hospital Guadalupe.   
Anteriormente, el Dr. Barreto ejerció como oncólogo médico en el Hospital General Regional #270 del IMSS en Reynosa. Desde su llegada a dicho nosocomio el 1.º de marzo del 2022, el Dr. Barreto ha revolucionado la forma de trabajar en la institución, ofreciendo un trato ejemplar al derechohabiente, demostrando empatía y compromiso con los valores del Instituto, y dedicando el tiempo necesario a cada paciente con el objetivo de garantizar la mejor atención oncológica. Por la compleja naturaleza del cáncer y los múltiples bemoles que su tratamiento implica, el paciente oncológico suele ser demandante y aprehensivo, pero gracias a la experiencia, la calidez y honradez del Dr. Barreto la gran mayoría de sus pacientes han logrado vencer la enfermedad. 
El Dr. Alfredo Barreto es experto en el diagnóstico, tamizaje y tratamiento de múltiples condiciones, entre las cuales destacan (de forma enunciativa mas no limitativa): 
- Cáncer de mama
- Cáncer de pulmón
- Cáncer de próstata
- Cáncer colorrectal
- Neoplasia de primario desconocido
- Cáncer cervicouterino
- Melanoma y cáncer de piel
- Neoplasia trofoblástica gestacional
- Sarcomas y neoplasias del tejido conectivo
- Tumores del sistema nervioso central
- Cáncer de ovario
- Cáncer de tiroides y neoplasia endocrina múltiple
- Tumores germinales
- Linfoma
- Leucemia
- Dolor oncológico
- Manejo del paciente crítico
- Cuidados paliativos y tanatología

## Distinciones
- Mención Honorífica en la carrera de Médico Cirujano (premio otorgado por el ITESM a sus alumnos más destacados, 2015)
- Mención Honorífica de Excelencia (premio otorgado por la Prepa Tec a los alumnos de élite, 2008
- Diploma del Bachillerato Internacional, distinción Sobresaliente (por sus aportaciones en Teoría del Conocimiento), 2008